# 芸香竹
芸香竹（学名：Monocladus amplexicaulis）为禾本科单枝竹属下的一个种。